# Einstein (rockband)
 For alternative betydninger, se Einstein. (Se også artikler, som begynder med Einstein)
Einstein var et rockband, som bestod af musikerne Michael Hardinger, Bosse Hall Christensen, Kim Daugaard, Kasper Daugaard samt forsangeren Gorm Bull Sarning. Gruppen udgav i november 2009 singlen "Alhambravej" og gik derefter i opløsning.

## Diskografi
- "Alhambravej" (single, 2009)